# Lettowianthus stellatus
Lettowianthus es un género monotípico de plantas fanerógamas, perteneciente a la familia de las anonáceas. Su única especie: Lettowianthus stellatus Diels, es nativa de África oriental.

## Descripción
Es un árbol que alcanza un tamaño de 10-15 m de altura, los tallos jóvenes son pubescentes y gris amarillento, pronto glabros, cambiando a color marrón claro, con camellones, y lenticelas, los tallos más viejos con la corteza más áspera y de gris-marrón, muy suaved o algo surcadas longitudinalmente. Las hojas son obovadas u obovado-elípticas, de 3-17 cm de largo, 1.5-8 cm de ancho, acuminadas en el ápice, redondeadas en la base, membranosas. Las flores aromáticas con olor a melocotón; con pedúnculos. Semillas globosas o plano-convexas, de color amarillo pálido y marrón.

## Taxonomía
Lettowianthus stellatus fue descrita por Friedrich Ludwig Emil Diels y publicado en Notizblatt des Botanischen Gartens und Museums zu Berlin-Dahlem 13: 266, en el año 1936.